# Калибровская улица
Кали́бровская улица — улица Москвы, в Останкинском районе Северо-Восточного административного округа; между Мурманским проездом и Шереметьевской улицей. Названа по расположению поблизости от завода «Калибр». До 1953 года называлась улица Марьина Деревня по находившейся здесь деревне Марьино, известной с XVII века.

## Расположение
Калибровская улица начинается вблизи улицы Годовикова от Мурманского проезда, проходит параллельно ему на северо-запад, затем отклоняется севернее, вновь пересекает Мурманский проезд непосредственно перед Шереметьевской улицей, где и заканчивается в месте её пересечения с Новомосковской улицей и Звёздным бульваром.

## Учреждения и организации
- Дом 1Б — пассажирское вагоноремонтное депо «Николаевское».
- Дом 31 — Мосстройпрогресс, завод «Прокатдеталь».
- Дом 31А — Проектспецмонолит, завод «Прокатдеталь».